# Heinrich Scheibengraf
Heinrich Scheibengraf (* 1. Juli 1910 in Graz-Andritz; † 29. September 1996 in Bruck an der Mur) war ein österreichischer Politiker (SPÖ). Er war von 1945 bis 1949 Mitglied des Bundesrates, 1949 Abgeordneter zum Landtag Steiermark und von 1962 bis 1975 Abgeordneter zum Nationalrat.

## Leben
Scheibengraf besuchte die Volks- und Bürgerschule und erlernte die Berufe des Schlossers und Drehers. Er war in der Folge als Berufsschullehrer beschäftigt und wurde Betriebs- und Abteilungsleiter der Gebrüder Böhler & Co AG in Kapfenberg. Zudem wurde er zum Oberschulrat ernannt.

## Politik
Im politischen Bereich war er ab 1945 als Gemeinderat in Kapfenberg engagiert, zwischen 1949 und 1963 hatte er in dieser Gemeinde das Amt des Bürgermeisters inne. Des Weiteren vertrat er die SPÖ zwischen dem 19. Dezember 1945 und dem 5. November 1949 im Bundesrat, danach war er vom 8. Juni 1949 bis zum 5. November 1949 Abgeordneter zum Steiermärkischen Landtag. Schließlich wechselte Scheibengraf am 14. Dezember 1962 in den Nationalrat, dem er bis zum 4. November 1975 angehörte. Scheibengraf engagierte sich innerparteilich als Vorsitzender der SPÖ-Kapfenberg, war von 1949 bis 1954 Mitglied des Gewerblichen Berufsschulrates und von 1965 bis 1996 Begründer und Obmann des Mürzverbandes. 

## Auszeichnungen
- Ehrenring des Landes Steiermark